# سسکک کارو
سسکک کارو (نام علمی: Prinia maculosa) نام یک گونه از سرده سسکک است.